# NGC 7573
NGC 7573 је спирална галаксија у сазвежђу Водолија која се налази на NGC листи објеката дубоког неба.
Деклинација објекта је - 22° 9' 14" а ректасцензија 23h 16m 26,3s. Привидна величина (магнитуда) објекта NGC 7573 износи 13,2 а фотографска магнитуда 13,9. NGC 7573 је још познат и под ознакама ESO 604-8, MCG -4-54-17, NPM1G -22.0395, AM 2313-222, PGC 70893.